# God Hand
God Hand ist ein japanisches Videospiel, das von Capcom produziert und von Clover Studio unter Leitung von Designer Shinji Mikami für die PlayStation 2 entwickelt wurde.

## Setting
Das Spiel ist in einem fantastisch-japanischen Wildwest-Szenario angesiedelt. Der Spieler übernimmt die Rolle von Gene, einem jungen Mann, der mit einem Spezialarm, der God Hand, ausgestattet ist, der ihm außergewöhnliche Kräfte verleiht. Es sind auch verschiedene Verbrecher hinter der God Hand her und hetzen Gene ihre Schergen auf den Leib. Das ganze Spiel ist extrem überzeichnet und spielt mit diversen Klischees.

## Gameplay
In dem Spiel prügelt man sich so von einem Gebiet zum nächsten und bekommt nach und nach neue Kombos und Fähigkeiten spendiert. Dabei kann man oft mit Gegenständen in der Welt des Spiels interagieren, so z. B. mit Fässern, die man auf Feinde werfen kann, um sie zur Explosion zu bringen. Eine Besonderheit des Spiels stellt die Möglichkeit dar, sich neue Kombos aus diversen Schlägen und Tritten individuell zusammenzustellen und so völlig individuelle Kampf-Moves zu entwickeln.

## Grafik und Technik
Die Grafik von God Hand war schon bei Erscheinen des Spieles nicht auf der Höhe der Zeit. Außerdem trübten viele Grafikfehler die Präsentation. Der guten Spielbarkeit schadete dies jedoch nicht.

## Kritik
Das Spiel erhielt weitgehend lediglich mäßige Kritiken. So wurde vor allem die bescheidene Grafik und die Grafikfehler kritisiert. Gelobt wurden jedoch die satirisch-alberne Aufmachung und das gute Kombo-System sowie das allgemein gute Gameplay, so dass 4Players.de immerhin 70 % vergibt. Die Datenbank Metacritic errechnet eine durchschnittliche Bewertung von 73 %.

## Sonstiges
- Gene, der Protagonist des Spiels, hätte fast einen Auftritt als Kämpfer in Capcoms Beat ’em up Marvel vs. Capcom 3: Fate of Two Worlds erhalten. Capcom entschied sich dann jedoch für Amaterasu aus Ōkami.[3]